# 8213: Gacy House
Pour plus de détails, voir Fiche technique et Distribution.
8213: Gacy House (en français, 8213: la Maison Gacy), ou Paranormal Entity 2: Gacy House, est un film d'horreur américain écrit et réalisé par Anthony Fankhauser et distribué par The Asylum, sorti en 2010. C’est un mockbuster du film Paranormal Activity 2.

## Synopsis
Un groupe d’enquêteurs paranormaux pénètre dans la maison abandonnée du tueur en série John Wayne Gacy, dans l’espoir de trouver des preuves d’activité paranormale. En entrant dans la maison, ils installent des caméras dans toutes les pièces, tout en allant de pièce en pièce avec des caméras portatives, en effectuant des séances de spiritisme et en demandant à John Gacy de se manifester. Au fur et à mesure que la soirée avance, il semble que les enquêteurs ne soient pas préparés à l’horreur qui se trouve encore dans la maison. À la fin, l’enfer se déchaîne. Gary trouve le cadavre de Mike dans le sous-sol, puis Gary est traîné au sol. Franklin disparaît, et Robbie est poursuivi à travers la maison par quelque chose. Après que le reste des caméras statiques ait été coupé, une apparition spectrale de Gacy apparaît. Robbie est alors pris à son tour. Sa caméra tombe au sol et l'image reste fixe.

## Fiche technique
- Titre original : 8213: Gacy House
- Réalisation : Anthony Fankhauser
- Scénario : Anthony Fankhauser
- Photographie :
- Montage :
- Musique :
- Production :
- Sociétés de production :
- Pays de production : États-Unis
- Langue originale : anglais
- Format : couleur
- Genre : horreur
- Durée : 90 minutes
- Dates de sortie :  
  - États-Unis : 28 septembre 2010

## Distribution
- Sally Elbert : Mary Woodbury Home Owner
- Michael Gaglio : Dr. Roger James Franklin (non crédité)
- James Arthur Lewis : Michael Harry Lewis (non crédité)
- Brett Newton : Gary Elias Goldstein (non crédité)
- Sylvia Panacione : Tessa Jane Escobar (non créditée)
- Rachel Riley : Lena Susan Russell (non créditée)
- Matthew C. Temple : Robert James Williams (non crédité)
- Diana Terranova : Janina Marie Peslo (non créditée)